# Золотарьов Андрій Володимирович
Андрі́й Володи́мирович Золотарьо́в (нар. 15 травня 1965, Дніпропетровськ) — український політолог, керівник центру «Третій сектор». Політконсультант Олександра Рябченка (1994), Володимира Литвина (1994), Юлії Тимошенко (1996-97).
Вчився у Воронезькому університеті на історика. Два роки служив на Північному флоті. Довчався в Дніпропетровському університеті. Там же здобув другий фах — юриста. Викладав політологію.

## Висловлювання
30 із хвостиком років тому, коли йшла велика приватизація, нам теж розповідали про те, що «невидима рука ринку все розставить на свої місця та приведе Україну до процвітання, і стане наша країна другою Францією». Алеж – «не сталося так, як гадалося». 

## Статті
- Андрій Золотарьов: Треба звільнити Україну від паразитичної бидлоеліти [Архівовано 14 вересня 2014 у Wayback Machine.]. Інтерв'ю з України // wordpress, 13 червня 2013
- Андрій Золотарьов.
- Політолог: Проти Маркова ще з'являться кримінальні справи [Архівовано 7 березня 2016 у Wayback Machine.] // 30.10.2013
- Андрій Золотарьов, перший політтехнолог Тимошенко: Придворні Юлі звинуватили мене в тому, що я її спотворив [Архівовано 14 вересня 2014 у Wayback Machine.]
- «Держдума аплодує: Україну в час війни лишили без уряду» — політолог Андрій Золотарьов [Архівовано 14 вересня 2014 у Wayback Machine.]